# Habent sua fata libelli
L'espressione latina "pro captu lectoris habent sua fata libelli" (lett. "secondo le capacità del lettore i libri hanno il loro destino") è il verso 1286 del De litteris, De syllabis, De Metris ("La fonetica, le sillabe, la metrica") di Terenziano Mauro.
Con queste parole lo scrittore sottolinea che il valore di un libro dipende dalla comprensione e dalla sensibilità di chi lo legge. Ogni lettore interpreta un testo in modo diverso, in base alla propria cultura, intelligenza, esperienza e sensibilità.